# 东姚温牌坊
东姚温牌坊，位于山西省运城市永济市城西办事处东姚温村，是中华人民共和国第八批全国重点文物保护单位之一。
东姚温砖牌坊共有两处，东姚温砖牌坊与东姚温石牌坊，均为坐西朝东的节孝坊。
- 东姚温砖牌坊：建于乾隆四十年（1775），旌表故太学士孟庭之妻王氏，四柱三楼，面宽11.5米，高12米。单檐歇山顶。刻有“清标彤管”字样。坊身砖雕二十四孝图、八仙人物及飞禽走兽等164幅图案。
- 东姚温石牌坊：建于明崇祯元年（1628年），旌表蒲州故民卫武之妻张氏，四柱三间五楼式牌坊。面宽9.5米，高9米，单檐庑殿顶。刻有“诏恩褒节”字样。

2016年6月6日，东姚温牌坊公布为第五批山西省文物保护单位，编号5-117。2019年10月7日，东姚温牌坊公布为第八批全国重点文物保护单位，编号8-0245-3-048。